# Абачи

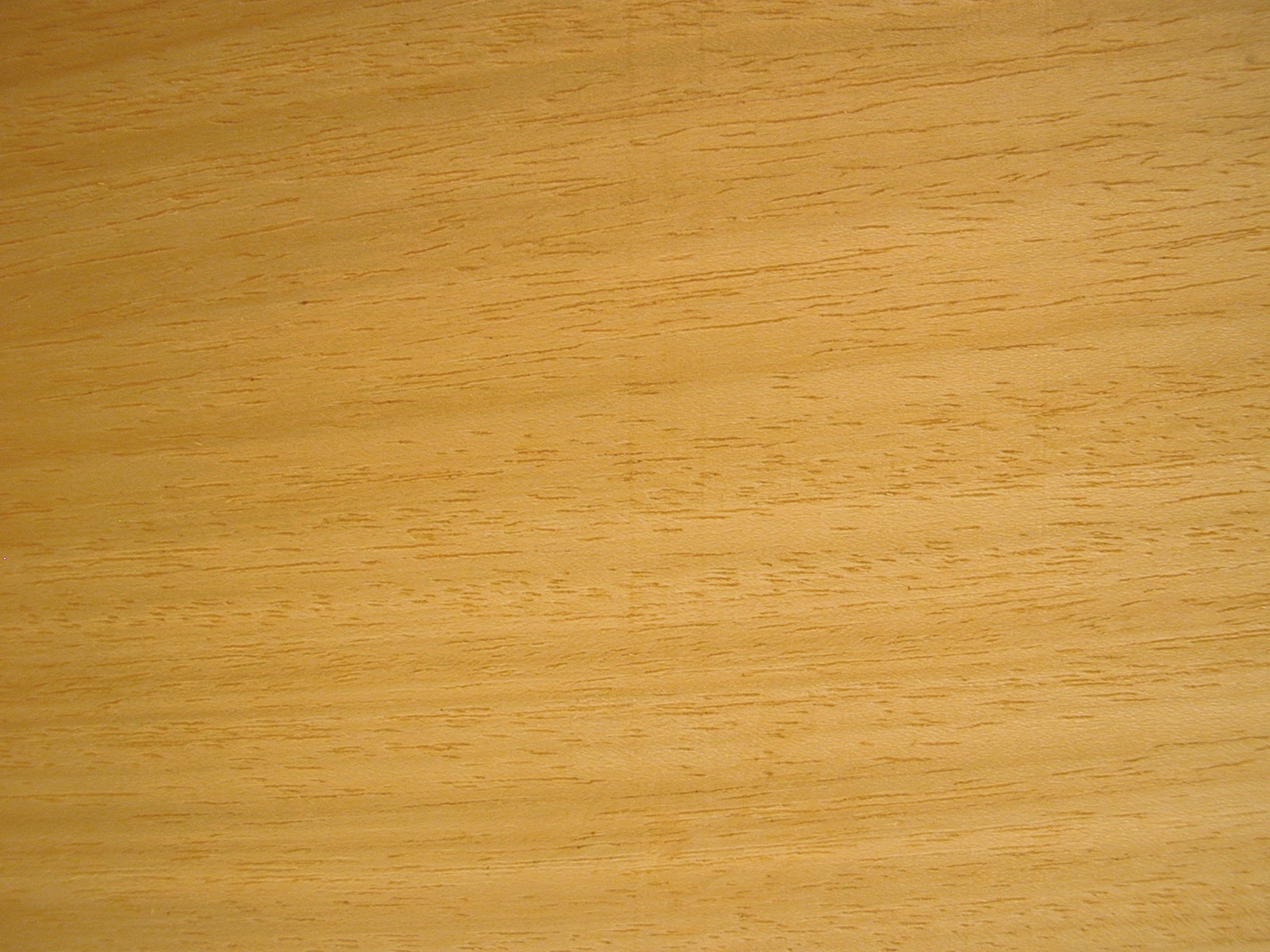
Абачи

Абачи — ценная порода древесины, получаемая из деревьев вида Триплохитон твердосмолый (Triplochiton scleroxylon) семейства Мальвовые, произрастающих в тропической Африке.

## Другие названия
Абаши, абаш, обечи (Нигерия), вава (Гана), айоус (Камерун), самба (Кот-д’Ивуар).

## Произрастание
Абачи встречается во влажных тропических лесах большинства стран Западной Африки.

## Свойства

### Цвет и текстура
Цвет от кремово-белого до бледно-жёлтого, текстура мелкая, ровная. Волокна путано-свилеватые, на радиальных распилах образуются слабо заметные полосы.

### Физические свойства
Древесина абачи мягкая, прочная, формоустойчивая.
Удельный вес в воздушно-сухом состоянии 390 кг/м³. Хорошо поддаётся различным видам обработки, полирования.

### Эксплуатационные качества
| Твёрдость | Стабильность | Степень окисления | Выразительность текстуры | Степень усадки | Стойкость к нагрузкам |
| --------- | ------------ | ----------------- | ------------------------ | -------------- | --------------------- |
| Низкая    | Низкая       | Низкая            | Выражена слабо           | Низкая         | Средняя               |

## Применение
Абачи применяется при производстве шпона, паркета, в облицовке, внутренних столярных работах, строительстве бань и саун, производстве мебели.
Применяется для изготовления оснований ракеток настольного тенниса.